# Institutul de Cercetare-Dezvoltare pentru Ecologie Acvatică, Pescuit și Acvacultură Galați
Institutul de Cercetare-Dezvoltare pentru Ecologie Acvatică, Pescuit și Acvacultură este o unitate de cercetare fundamentală și aplicată în domeniul acvaculturii subordonată Academiei de Științe Agricole și Silvice „Gheorghe Ionescu-Șișești” din România.

## Istoric
Institutul de Cercetare-Dezvoltare pentru Ecologie Acvatică, Pescuit și Acvacultură este situat în municipiul Galați și a fost înființat în 2002, continuând activitatea din domeniul pisculturii desfășurată anterior în alte două intituții de cercetare din domeniu: Institutul de Cercetări Piscicole, înființat în 1947, care a fost restructurat în 1981 devenind Centrul de Cercetare Proiectare pentru Piscicultură, Pescuit și Industrializarea Peștelui Galați.

## Structură
Activitatea de cercetare se desfășoară în următoarelor laboratoare: 
- Laboratorul de ecologie acvatică ;
- Laboratorul de ingineria sistemelor în acvacultură și pescuit ;
- Laboratorul de ecobiologie, evaluare și conservare a resurselor acvatice vii ;
- Laboratorul de proiectări, amenajări și construcții pescărești.

axându-se pe următoarele direcții :
- Acvacultură;
- Evaluarea, conservarea resurselor acvatice vii;
- Pescuitul în apele interioare, mecanizarea și automatizarea proceselor tehnologice;
- Sisteme informaționale în acvacultură

Activitatea de dezvoltare este realizată în două ferme:
- Ferma de Cercetare și Dezvoltare Brateș, cu o suprafață de 321 ha, situată în partea de nord a orașului Galați;
- Ferma de Dezvoltare Cotul Chiului, cu o suprafață de 105,5 ha situată în partea de nord a județului Galați.